# Міський ботанічний сад (Брисбен)

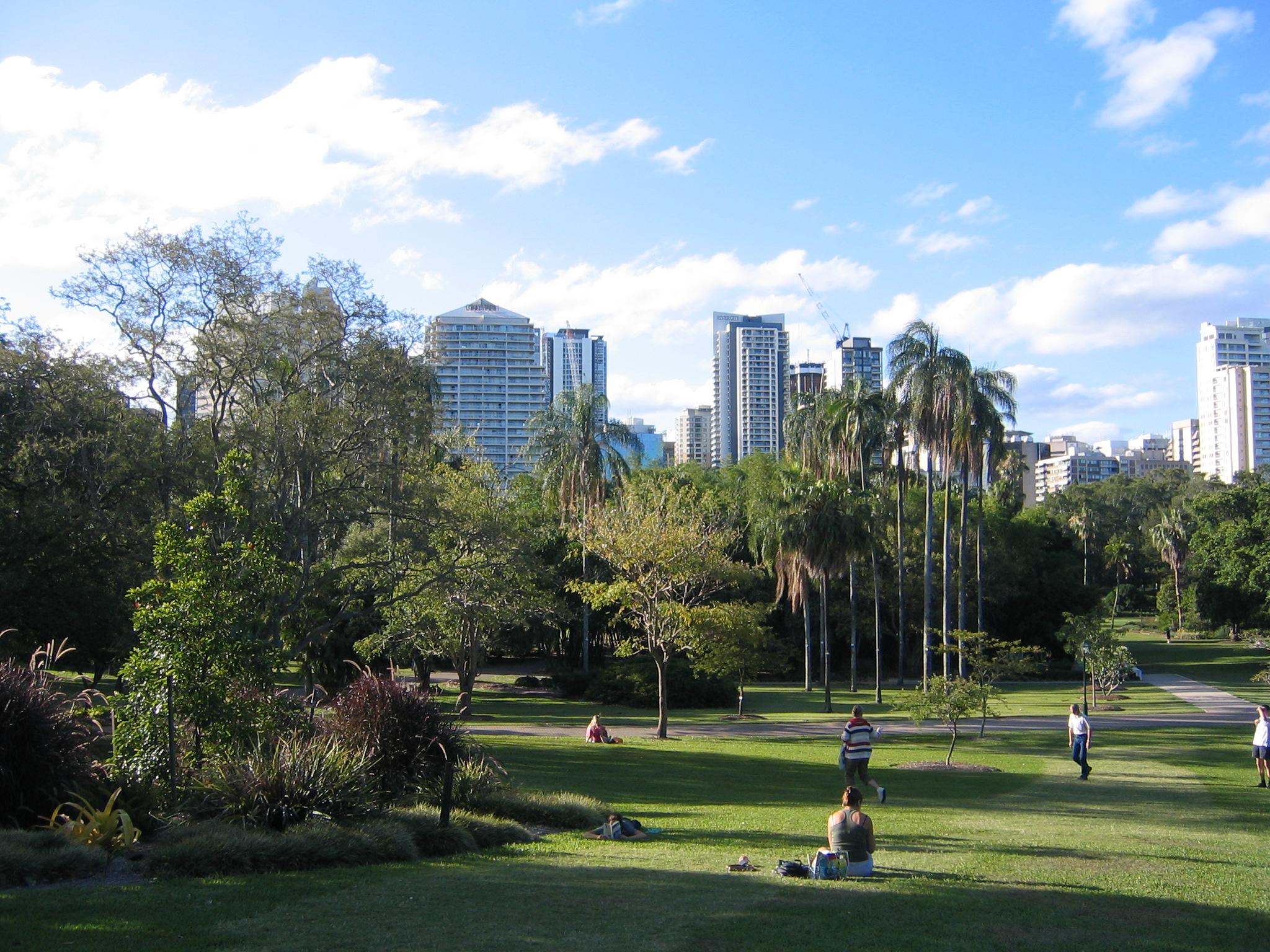
У ботанічному саду

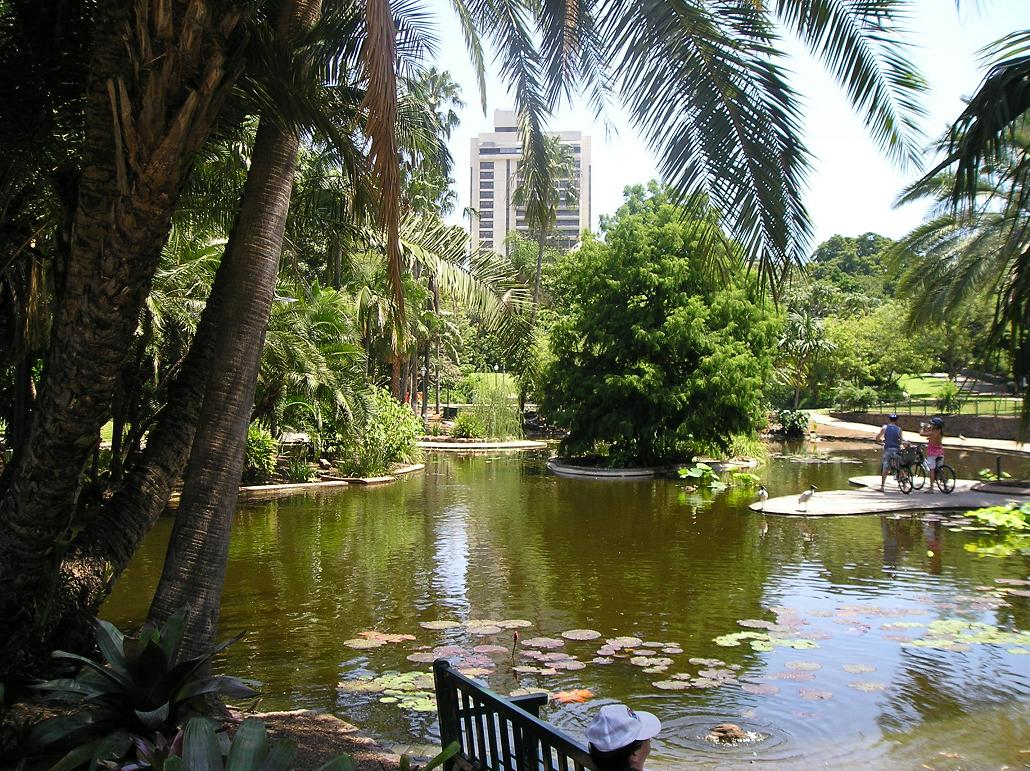
Ставок

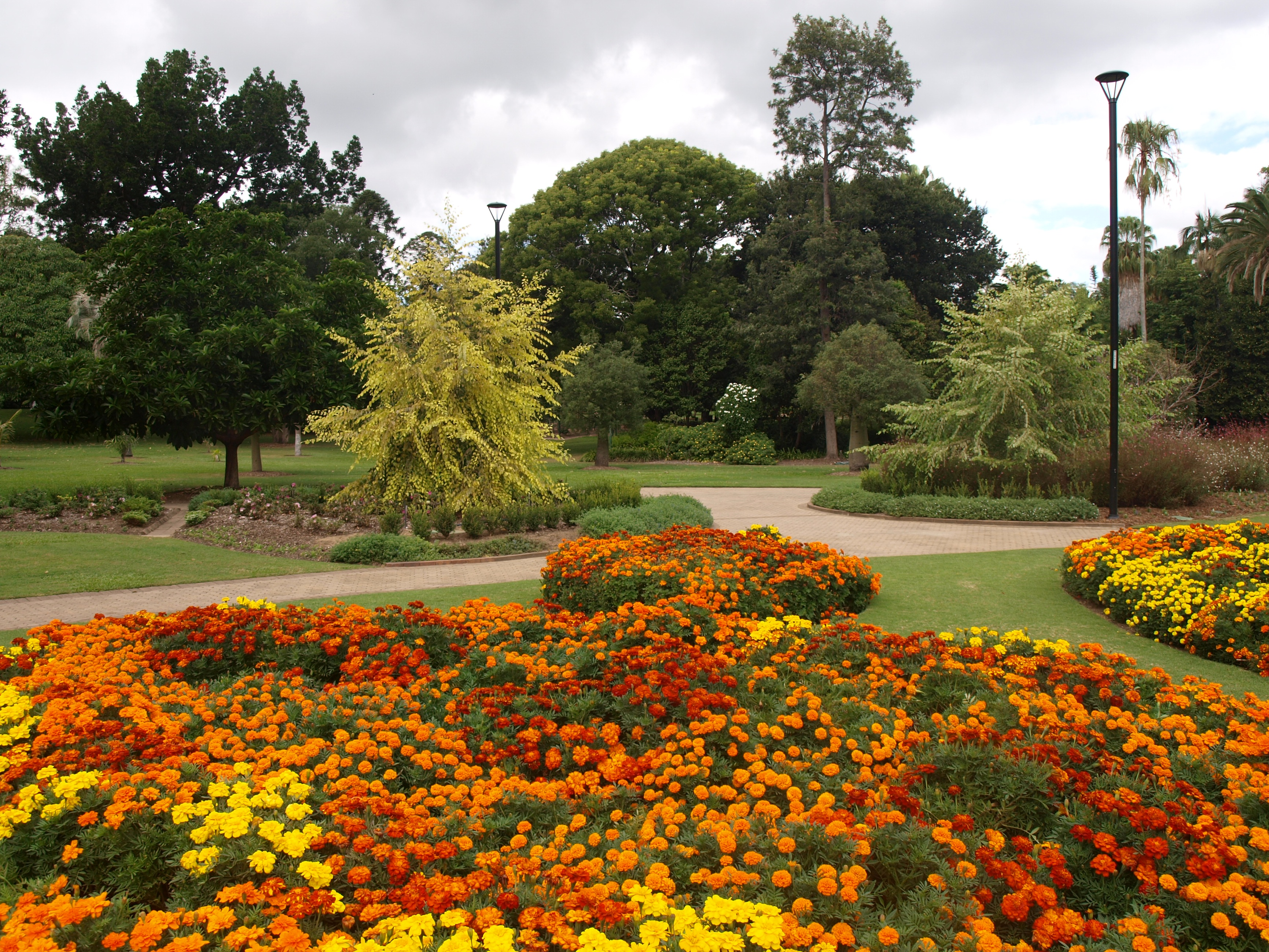
У ботанічному саду восени

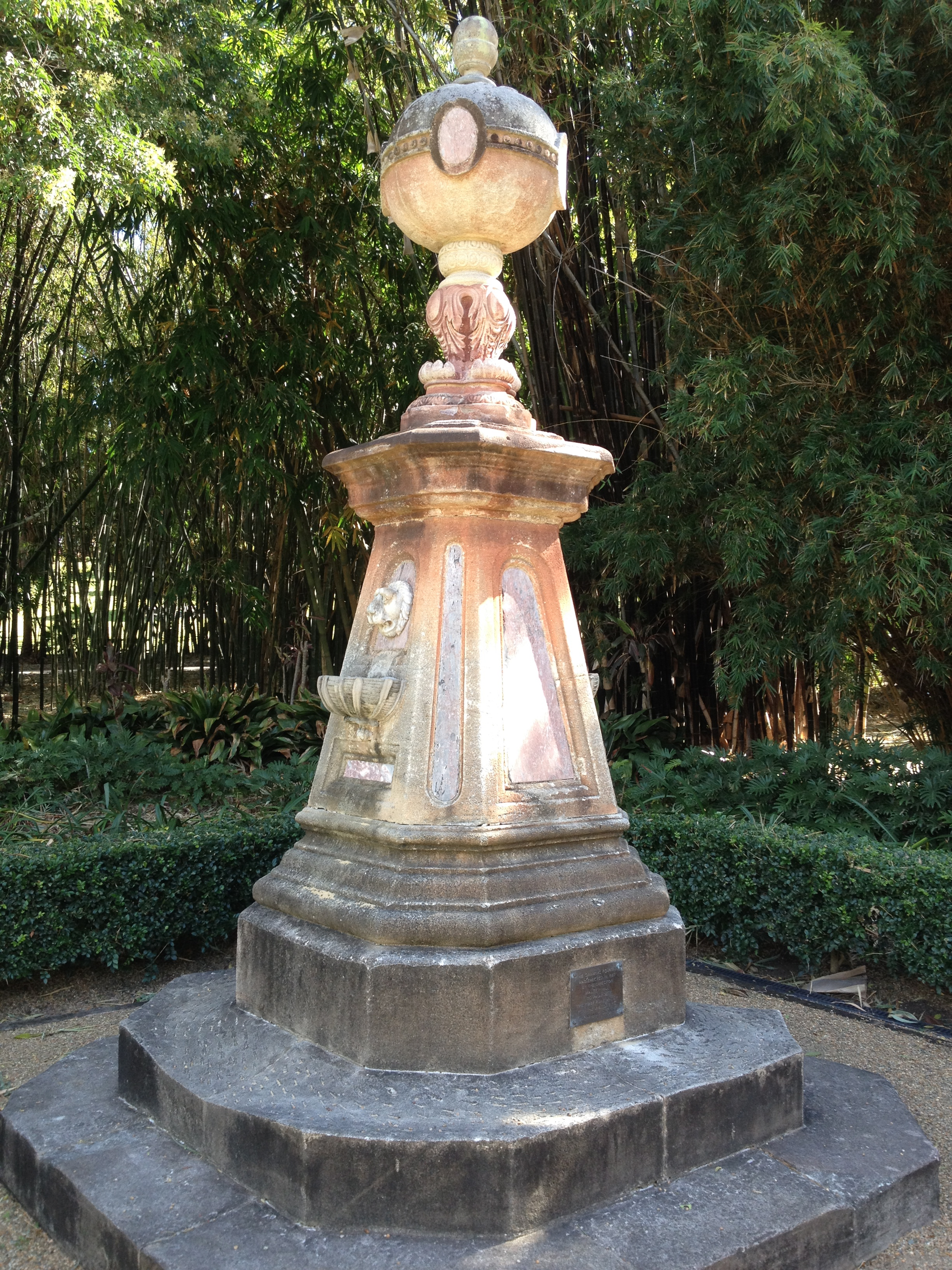
Фонтан Волтер Хілл

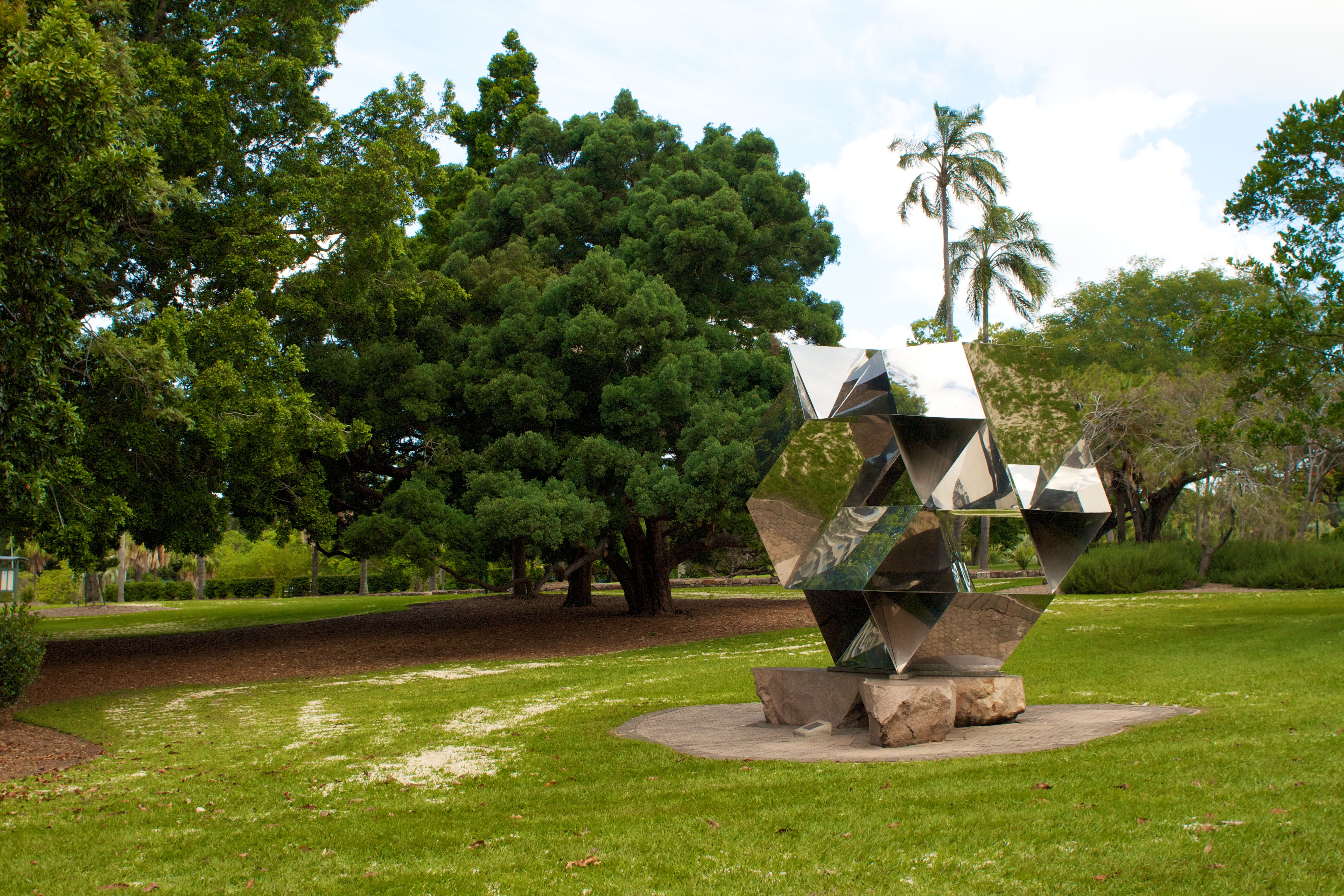
Скульптура «Ранкова зірка»

Міський ботанічний сад (англ. City Botanic Gardens, раніше Ботанічний сад Брисбена англ. Brisbane Botanic Gardens) — ботанічний сад у місті Брисбен (штат Квінсленд, Австралія). Ботанічний сад розташований у центрі міста на північному березі річки Брисбен.
У ботанічному саду росте багато рідкісних і незвичайних ботанічних видів. Зокрема, сад має колекцію саговників, пальм, бамбука і фікусів (у тому числі інжиру).

## Історія
У 1825 році тут були посаджені продовольчі культури щоб годувати колонію. У 1828 році, через три роки після створення європейського поселення на сусідній Північній набережній, Шарль Фрейзер, ботанік колонії Новий Південний Уельс, створив на цьому місті сквер.
У 1855 році частина землі була оголошена «ботанічним заповідником» і Волтер Хілл був призначений на посаду куратора, яку він обіймав до 1881 року. Деякі з старих дерев, які були посаджені Хіллом були першими рослинами цього виду, посадженими в Австралії в ході експериментів з акліматизації рослин. Експерименти мали практичний результат. Рослини, які мали потенційну комерційну цінність, були випробувані в саду, по-перше, щоб побачити, чи будуть вони життєздатними, а по друге, щоб визначити, що їм потрібно для росту і який прибуток можна з цього отримати. Хіллом були посаджені манго, папаю, імбир, тамаринд, червоне дерево, а також тютюн, цукровий очерет, виноградні лози, пшеницю, тропічні фрукти, чай, кавове дерево і спеції. Хілл також посадив алею араукарії Бідвілла і Araucaria columnaris.
У квітні 1862 року перший цукровий пісок Квінсленда було вироблено у ботанічному саду. Ряд інжиру було посаджено у 1870 році.
Через близькість до річки, ботанічні сади були затоплені дев'ять разів між 1870 і 2011 роками. У зв'язку з цим міською радою Брисбена створено новий ботанічний сад на горі Кут-Тха.
У ботанічному саду більш ніж 100 років жила черепаха Гаррієт, знайдена Чарльзом Дарвіном під час його візиту на Галапагоські острови у 1835 році, яку у 1860 році подарував саду Джон Вікем, колишній командир корабля Бігль.

## Галерея

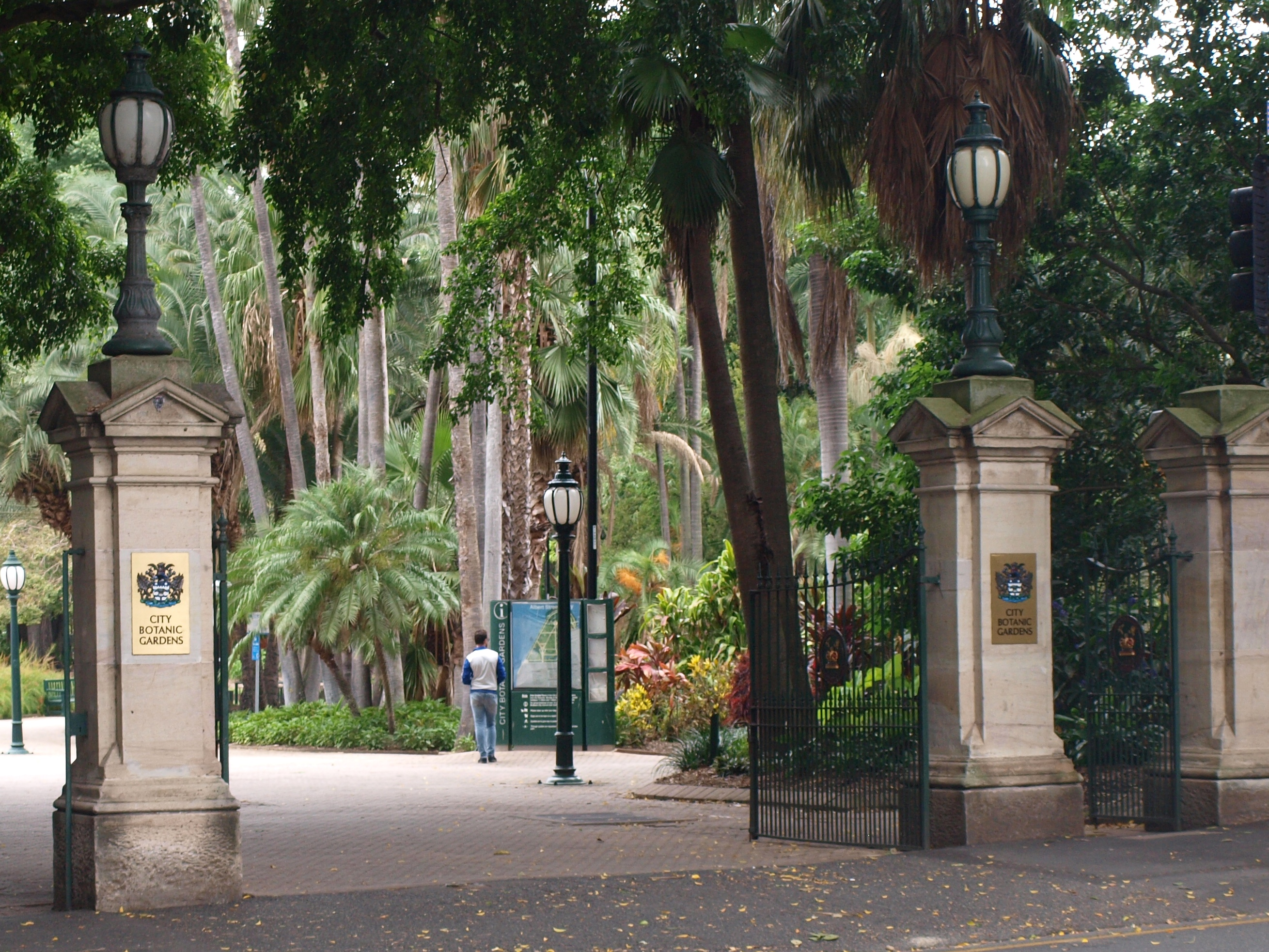
Вхід до ботанічного саду
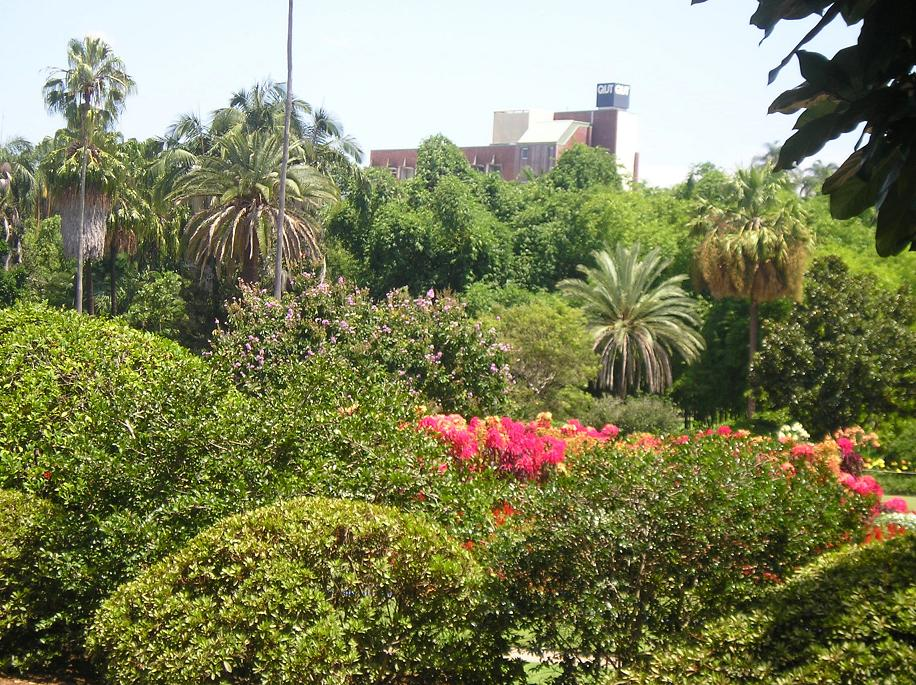
Міський ботанічний сад
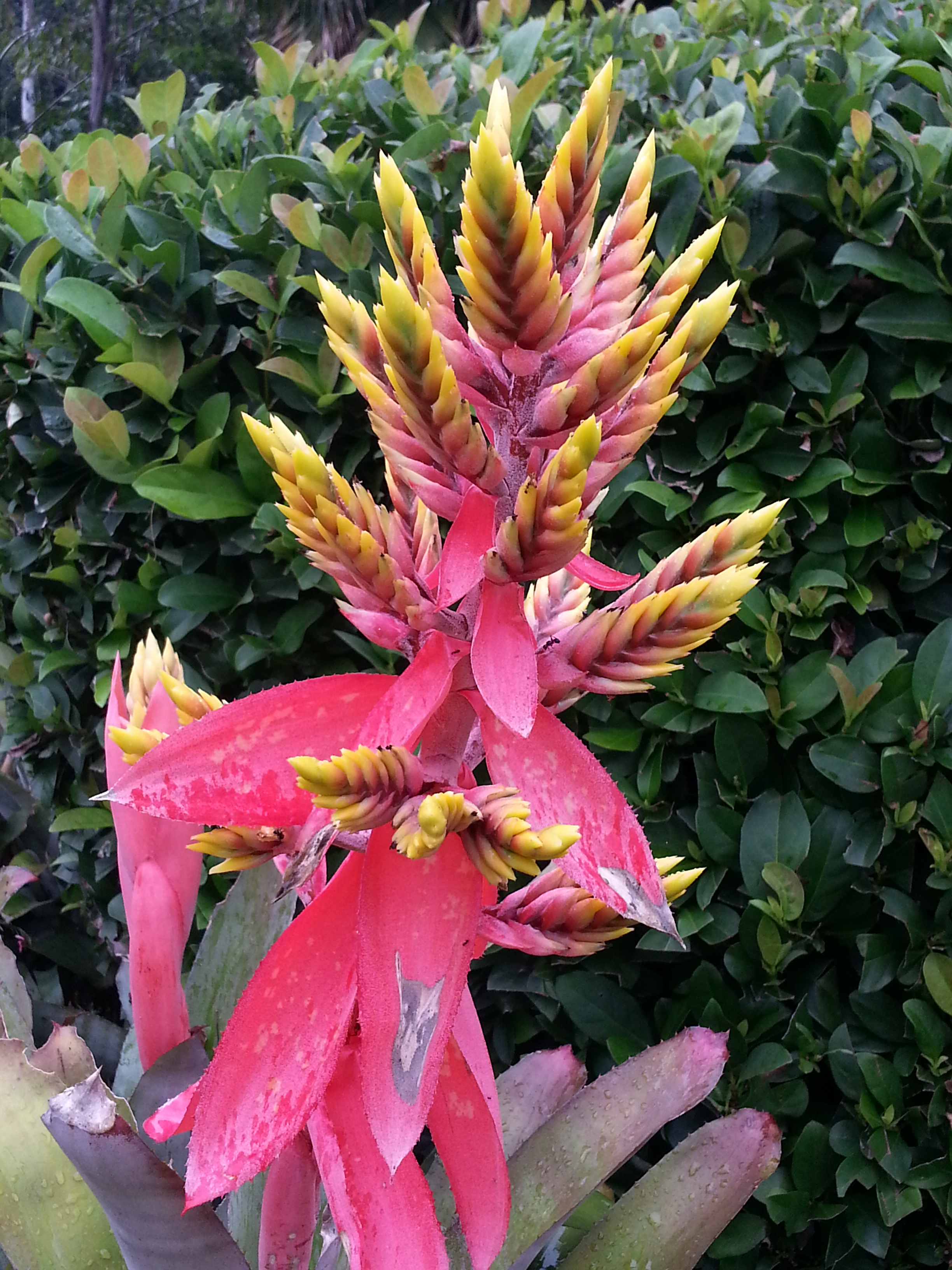
Ехмея гібрид Little Harv
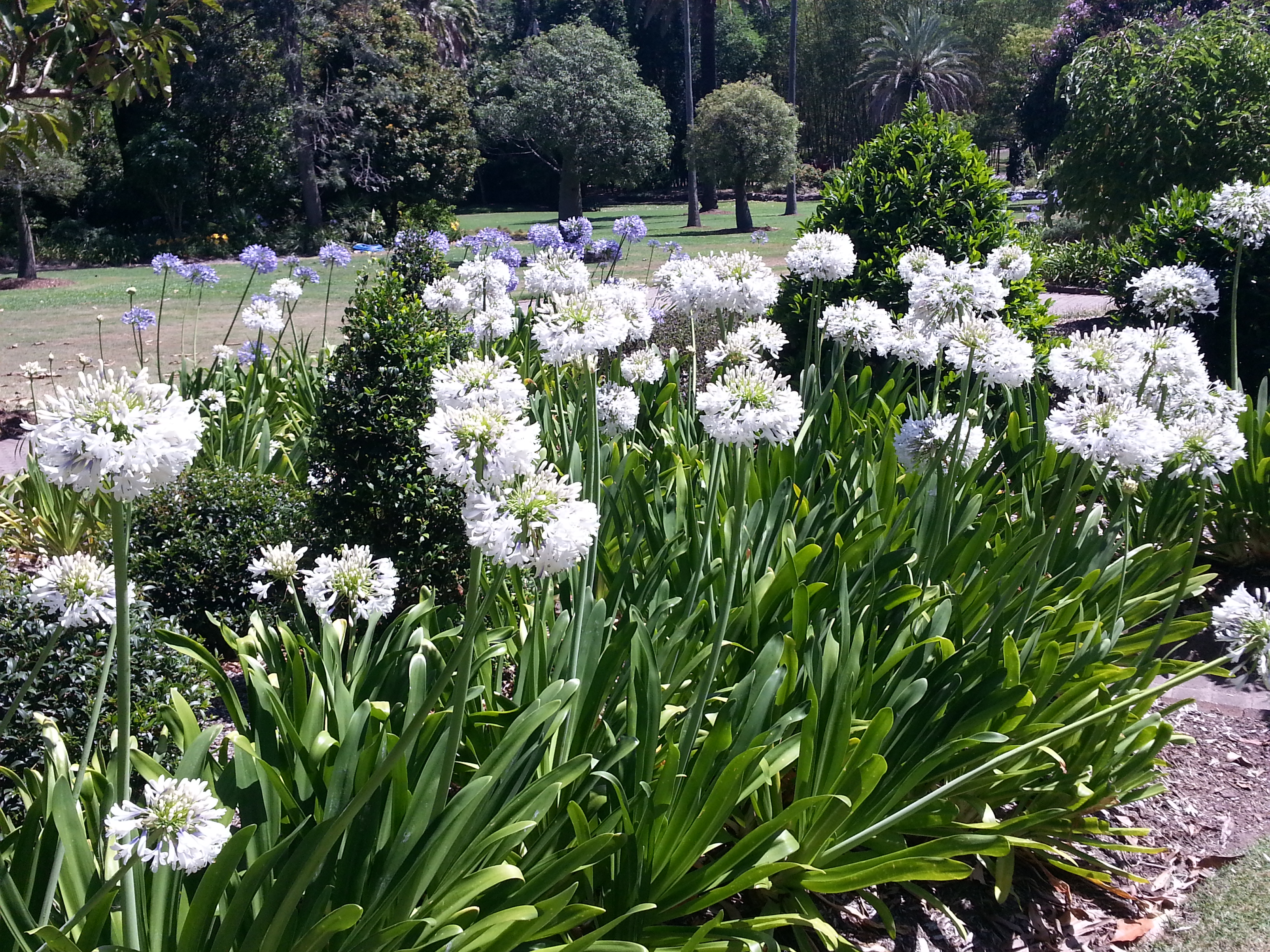
Agapanthus Praecox
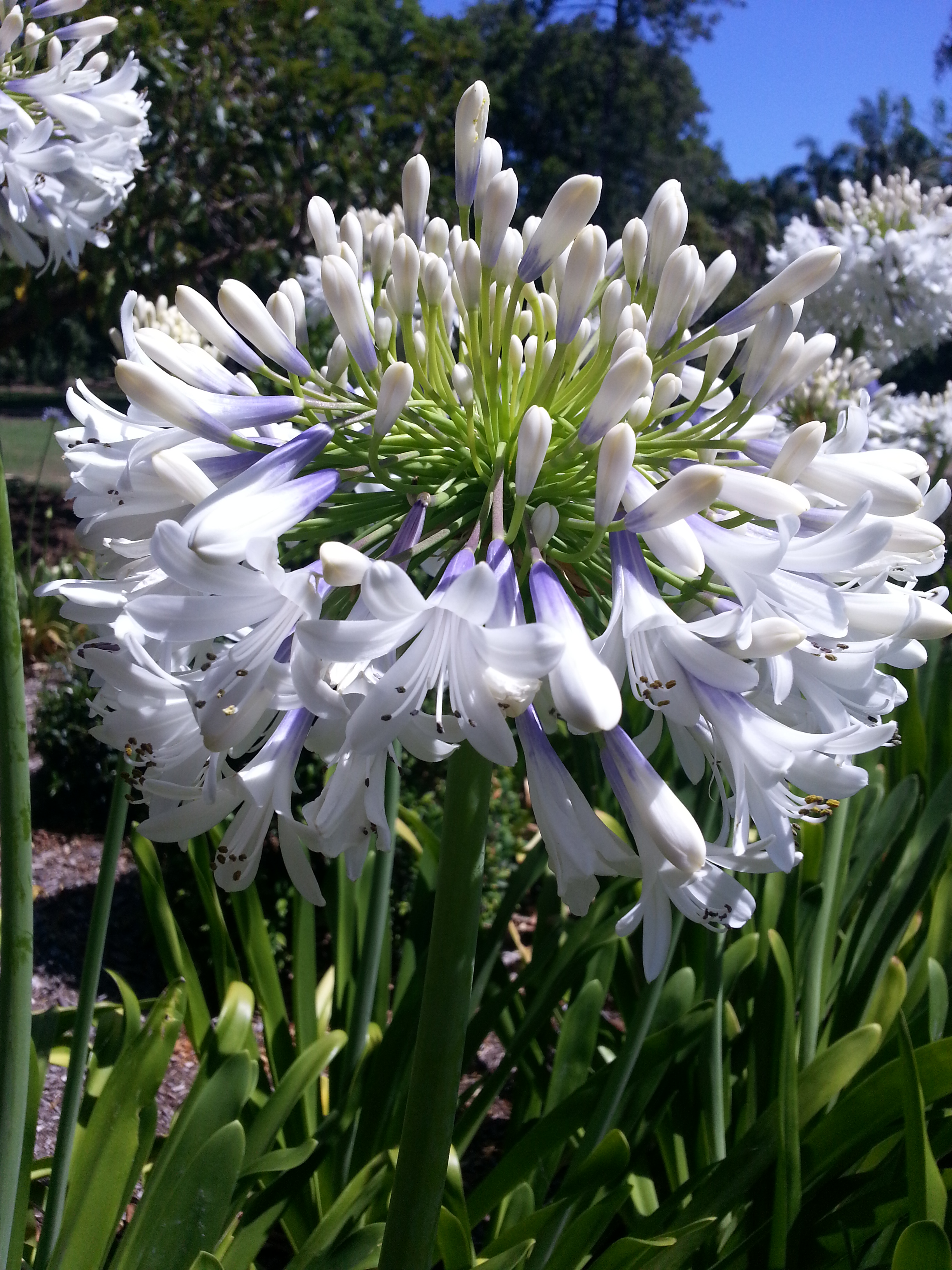
Agapanthus Praecox
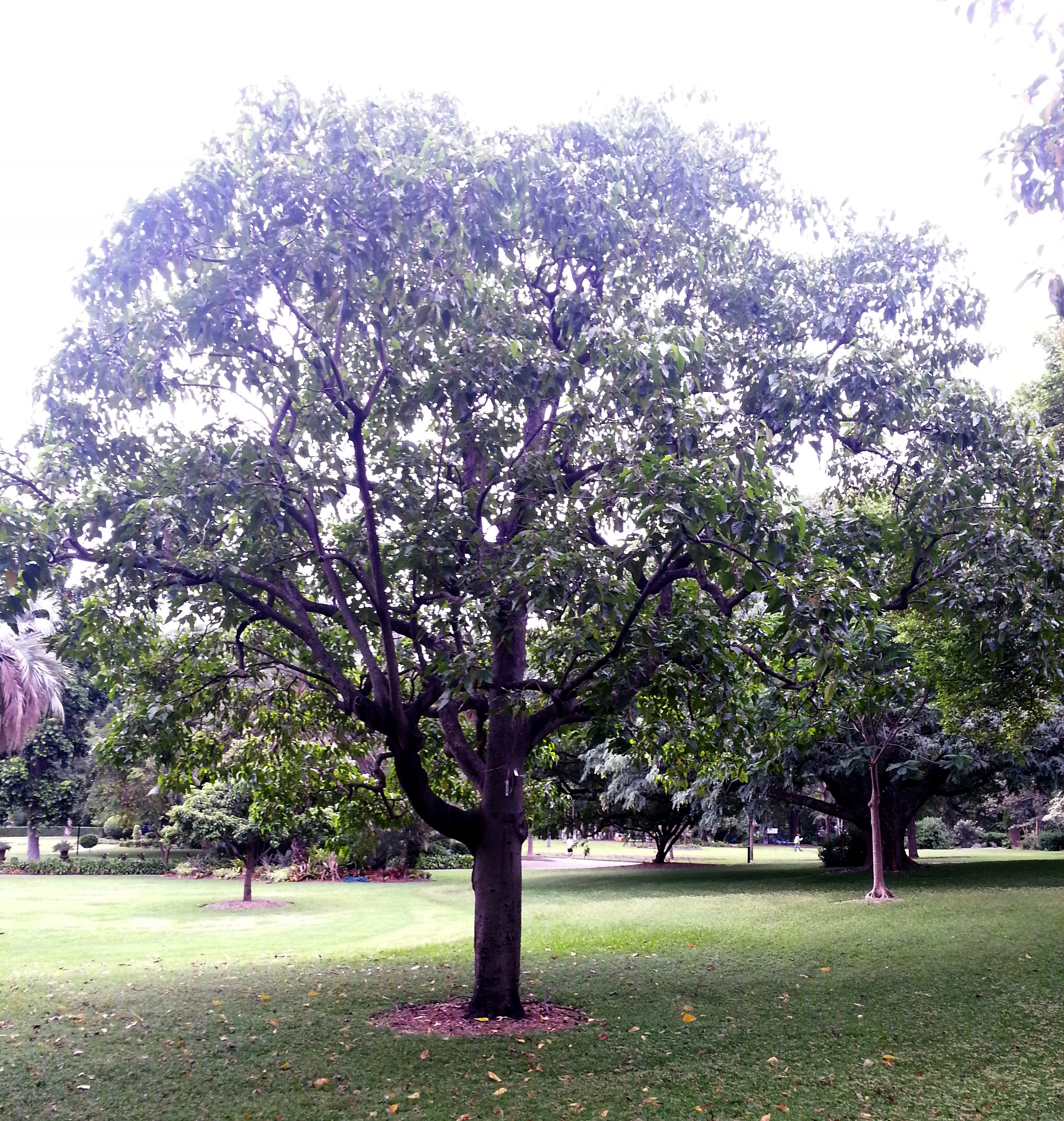
Aleurites moluccana
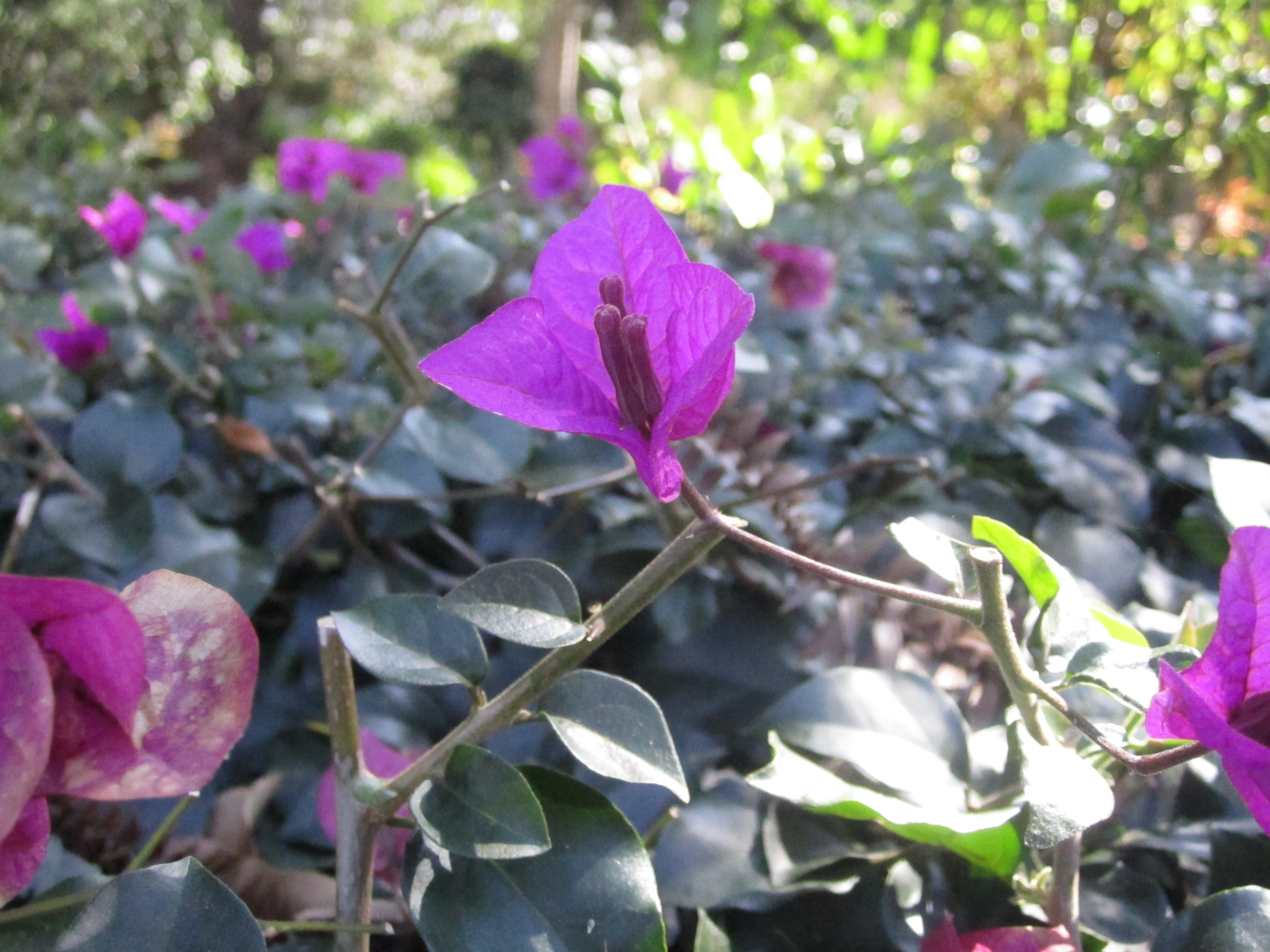
Бугенвілія
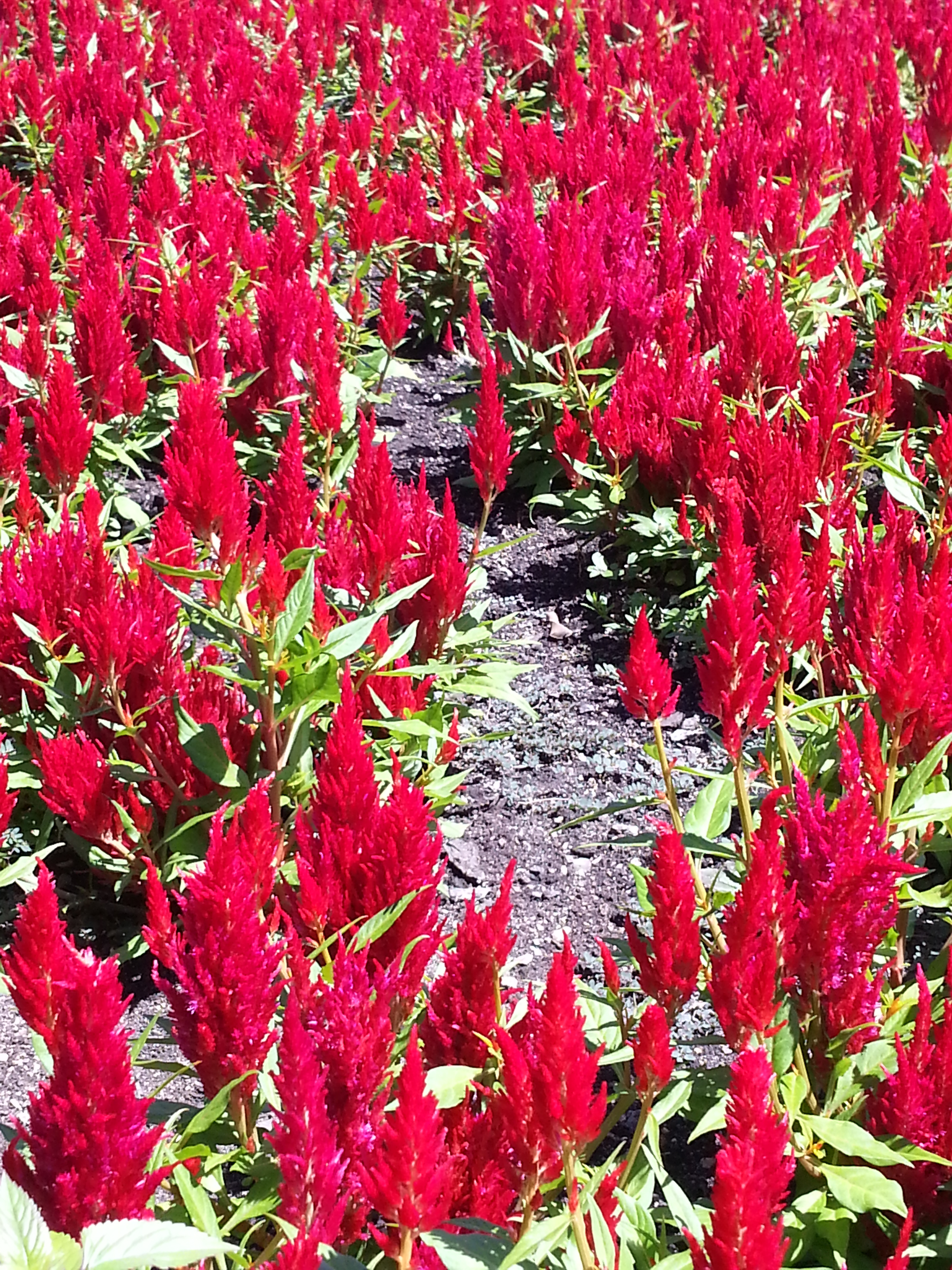
Celosia Plumosa
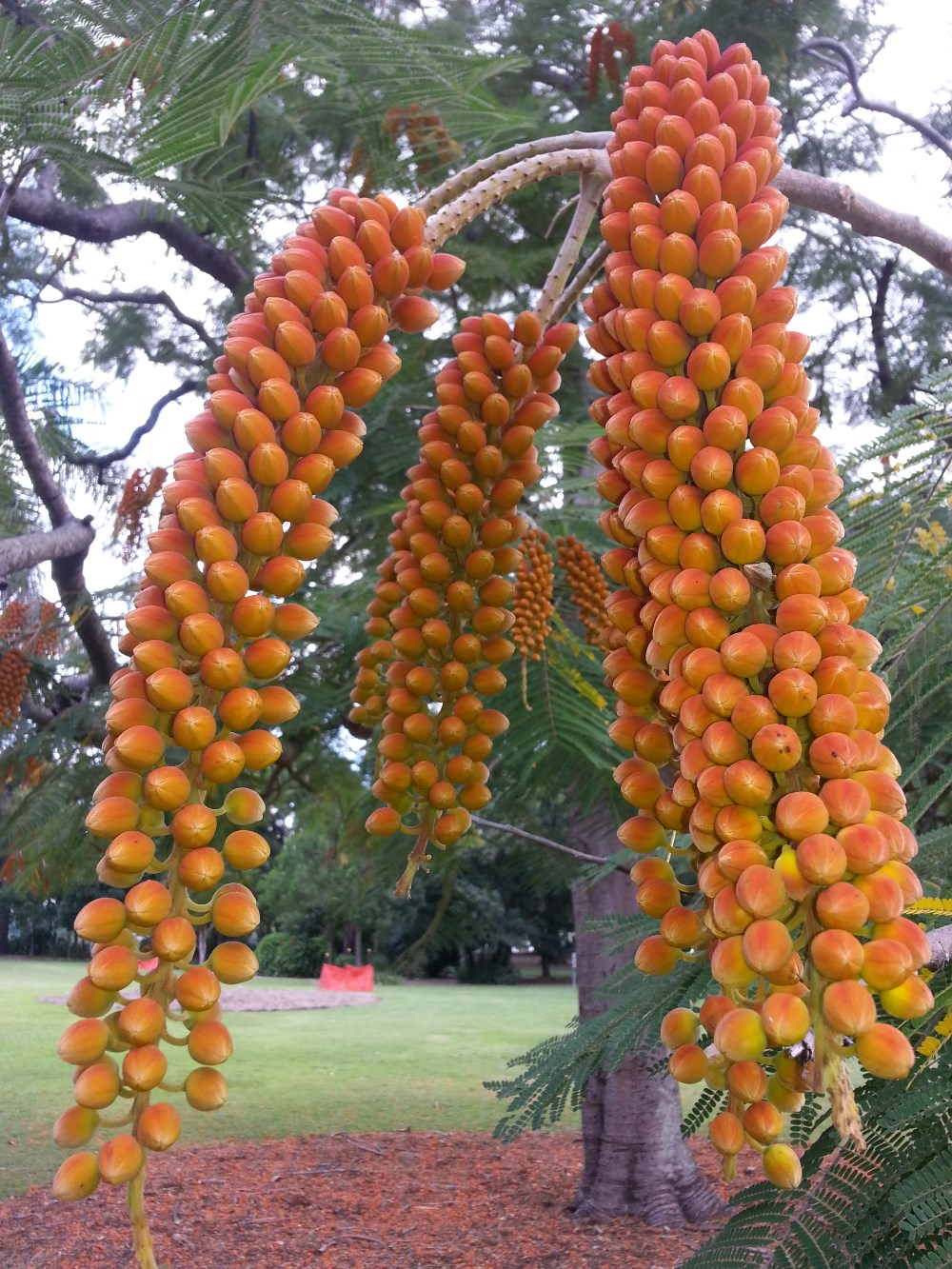
Colvillea racemosa
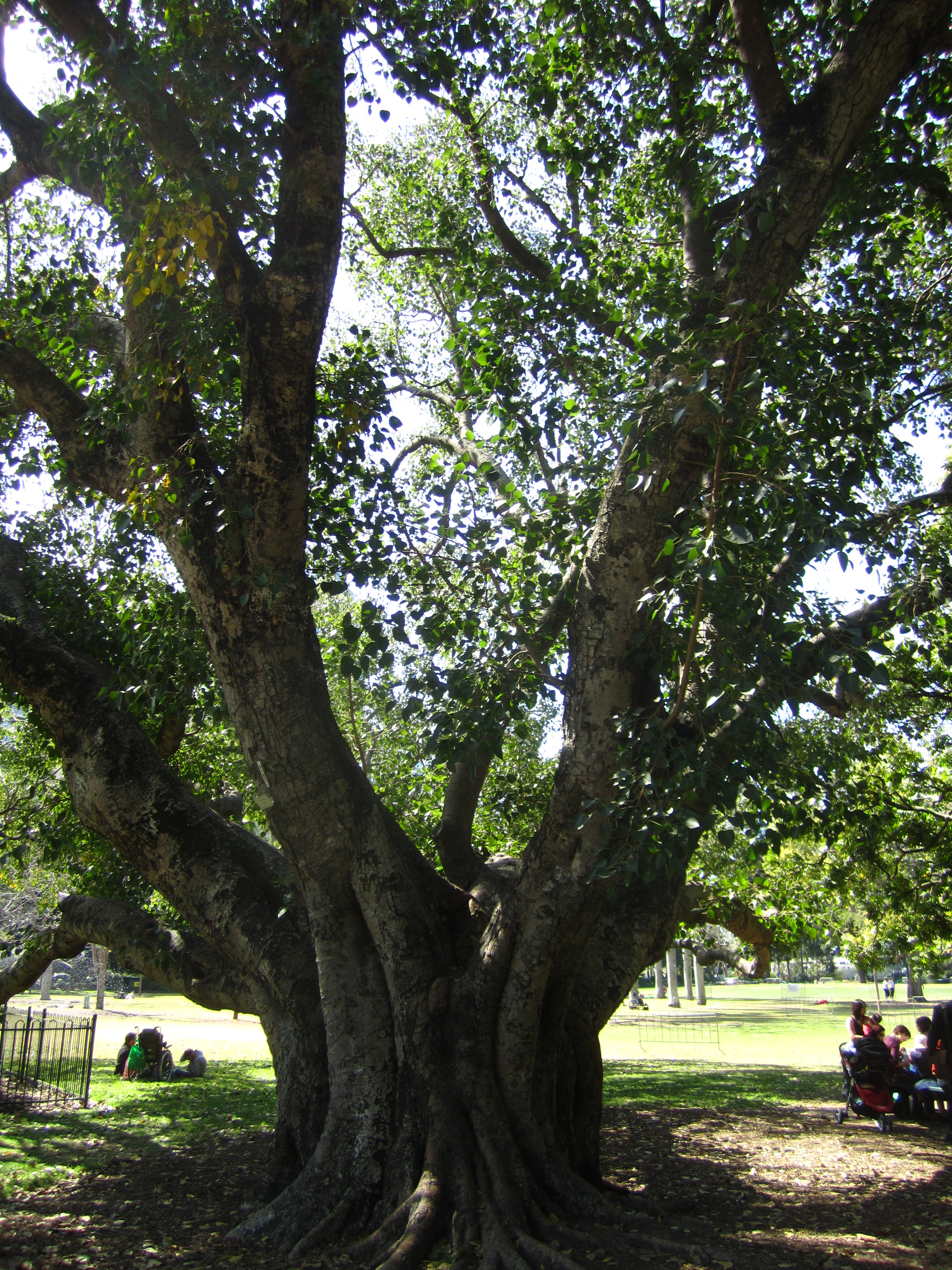
Ficus Religiosa — «священний фікус»
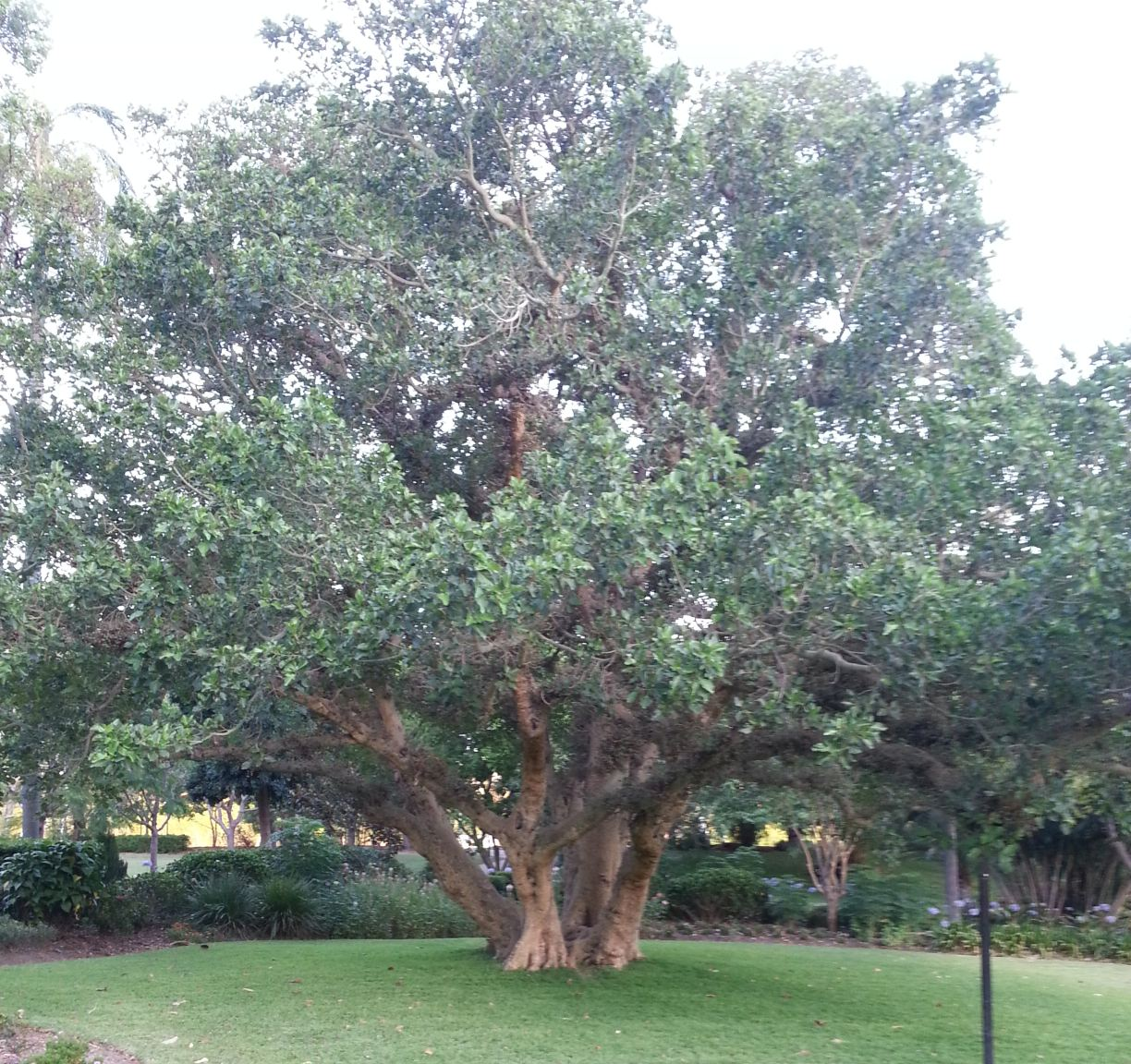
Ficus Sycomorus
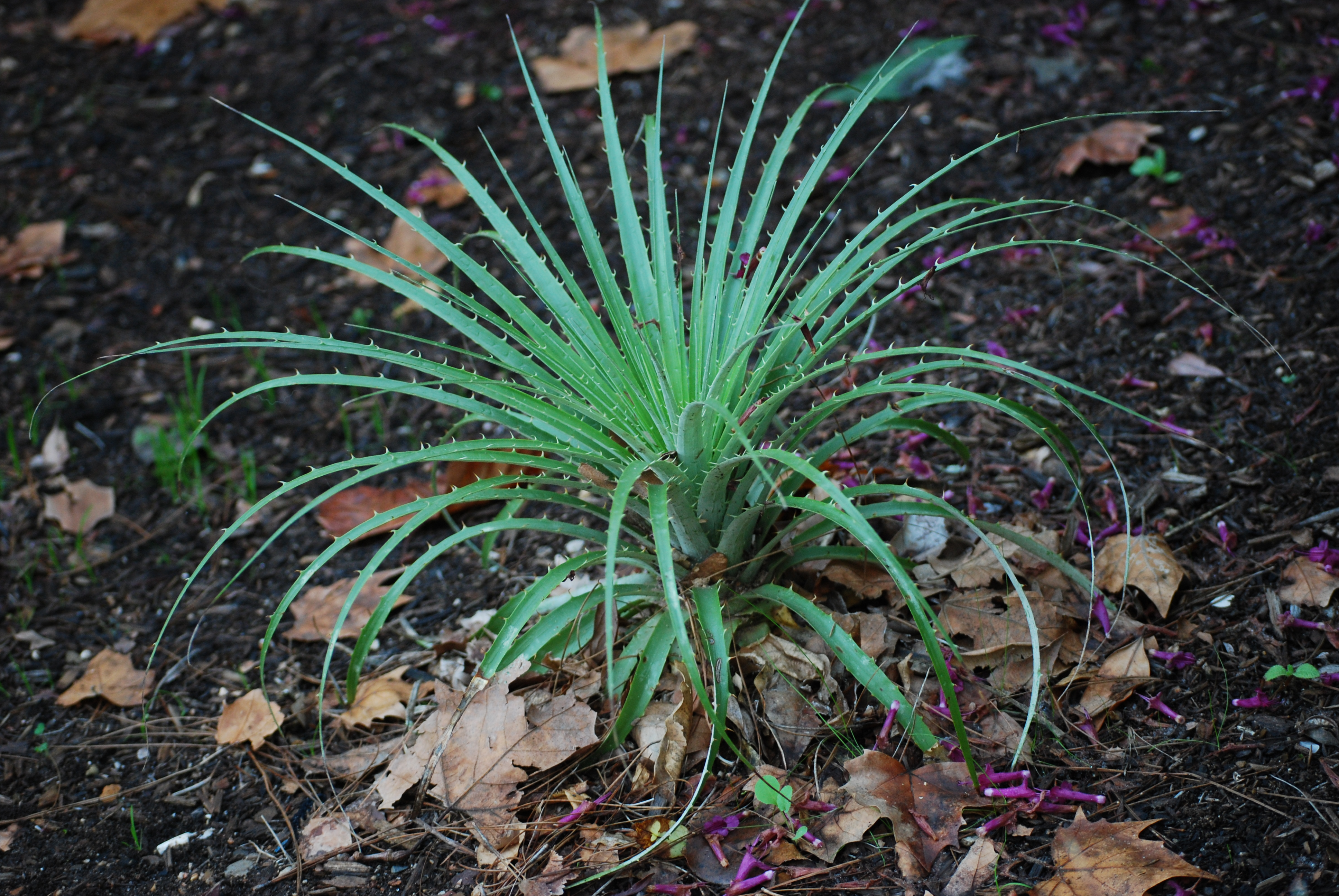
Puya alpestris
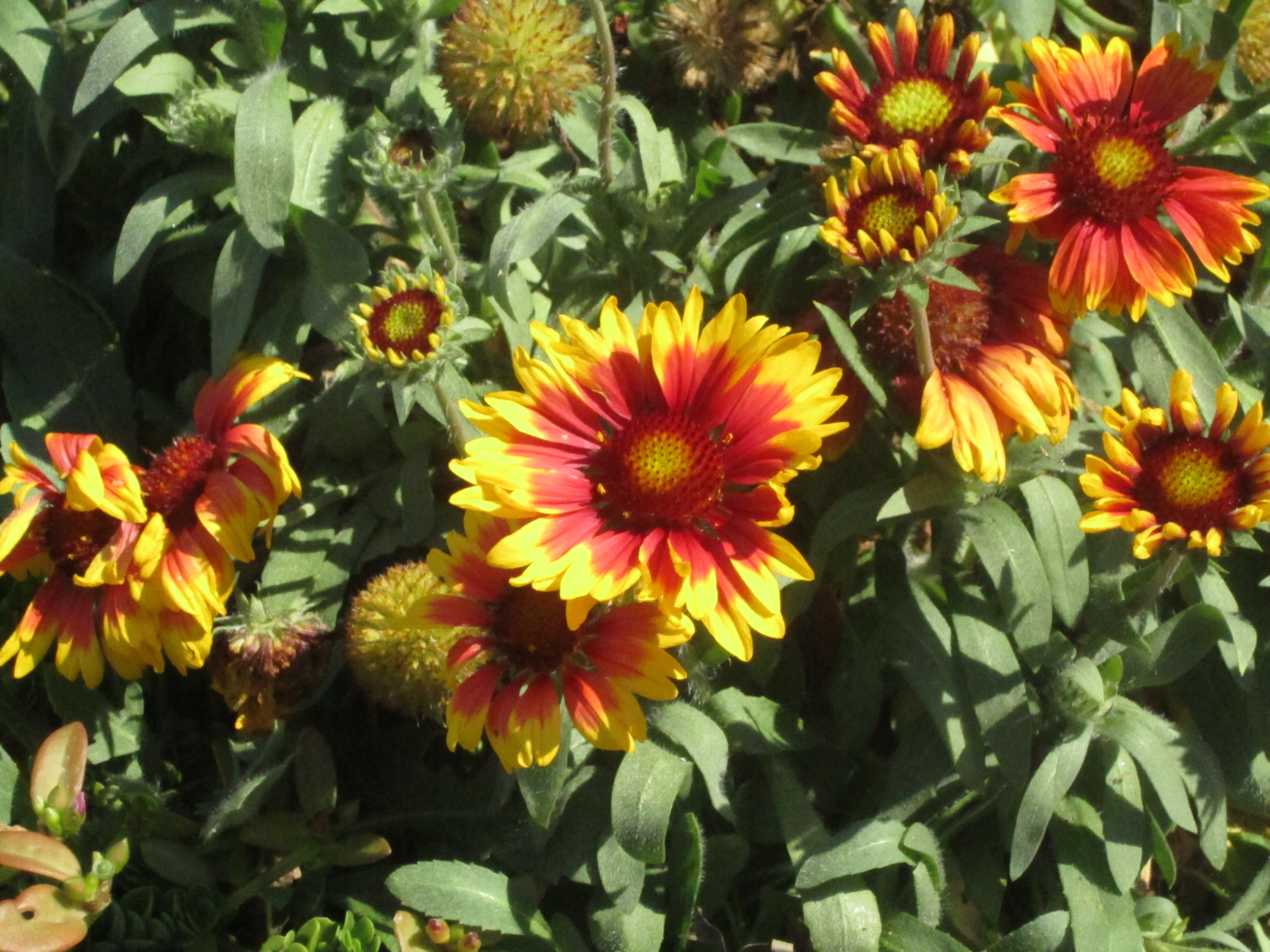
Квіти
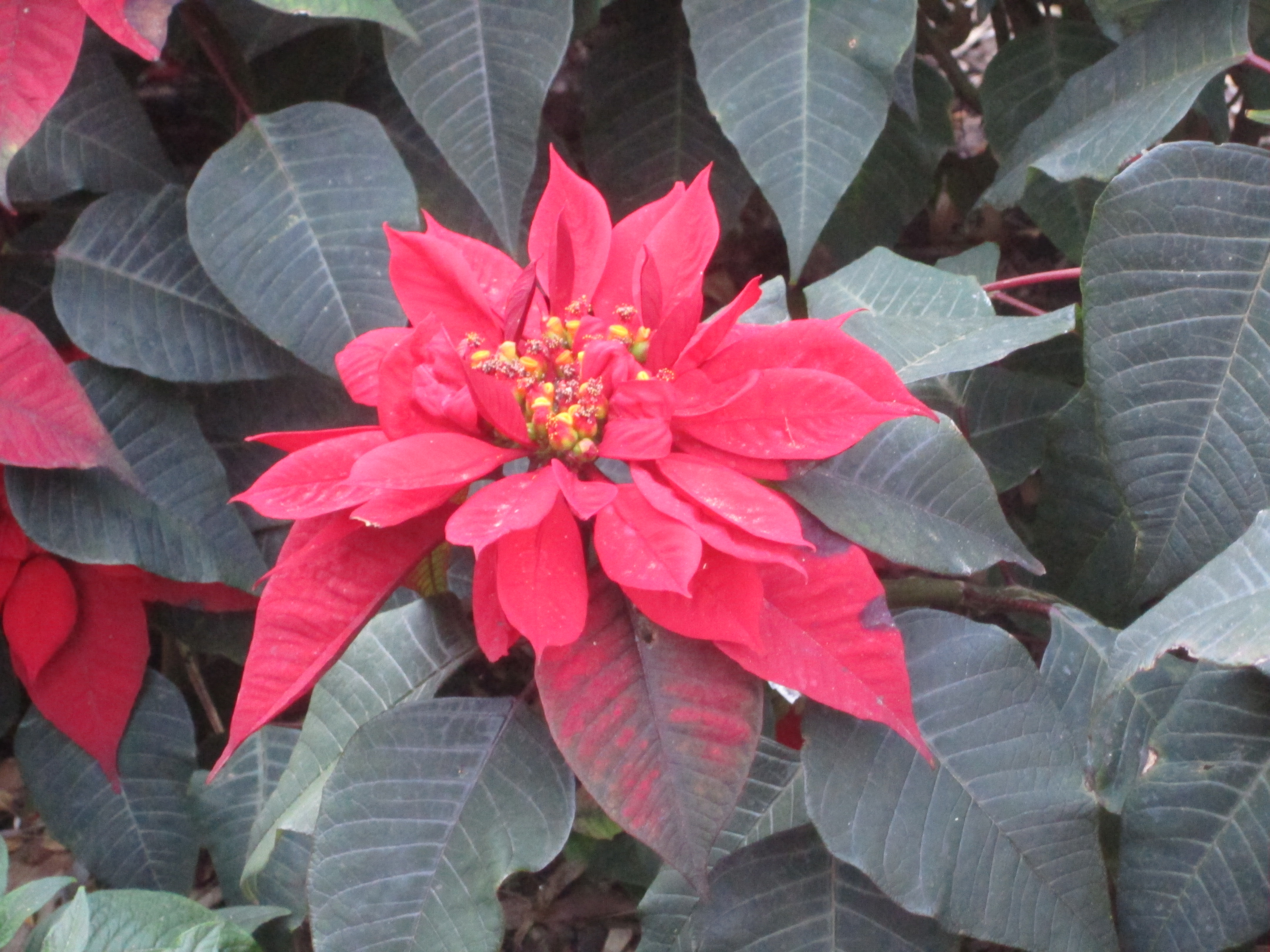
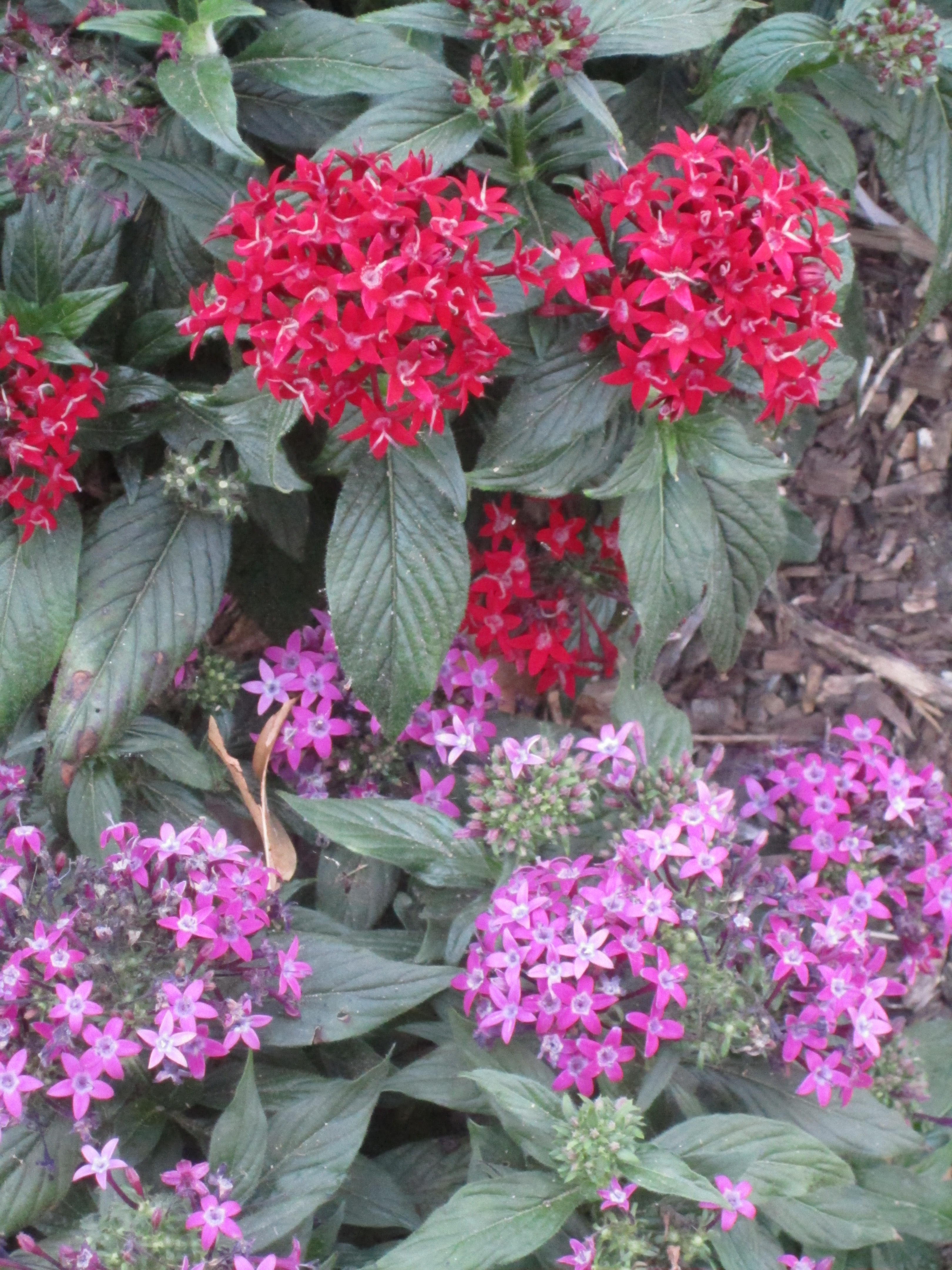
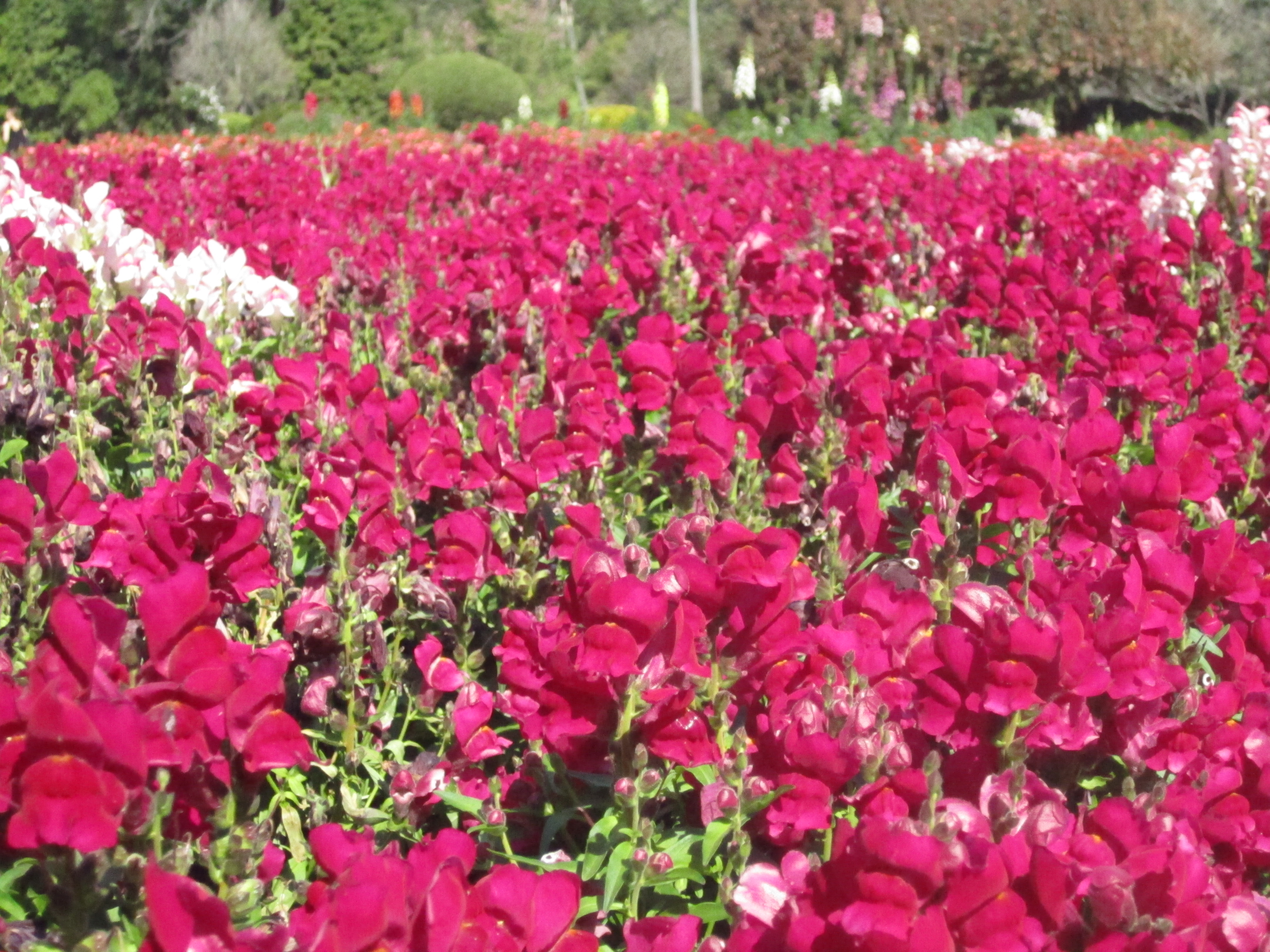
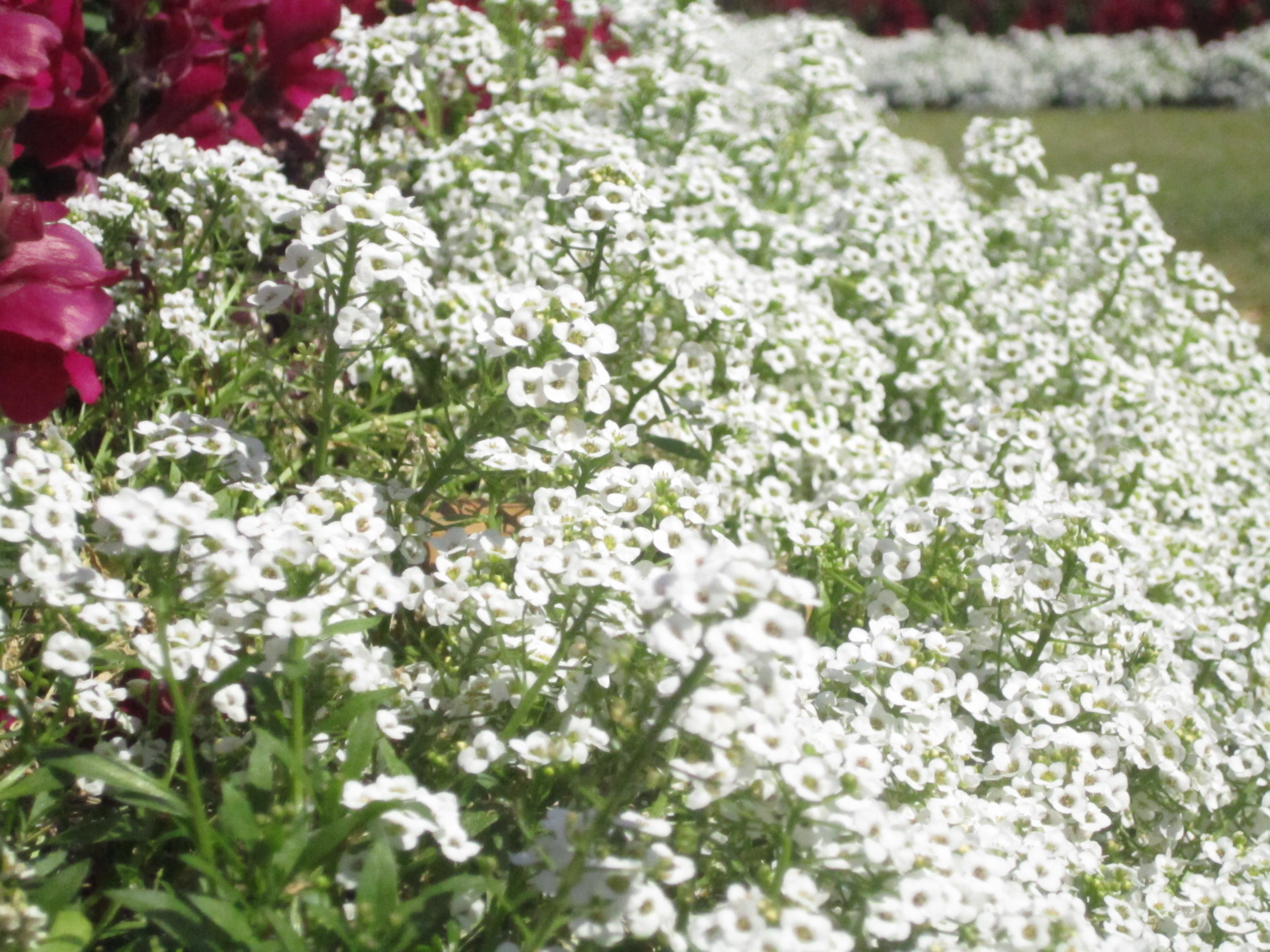
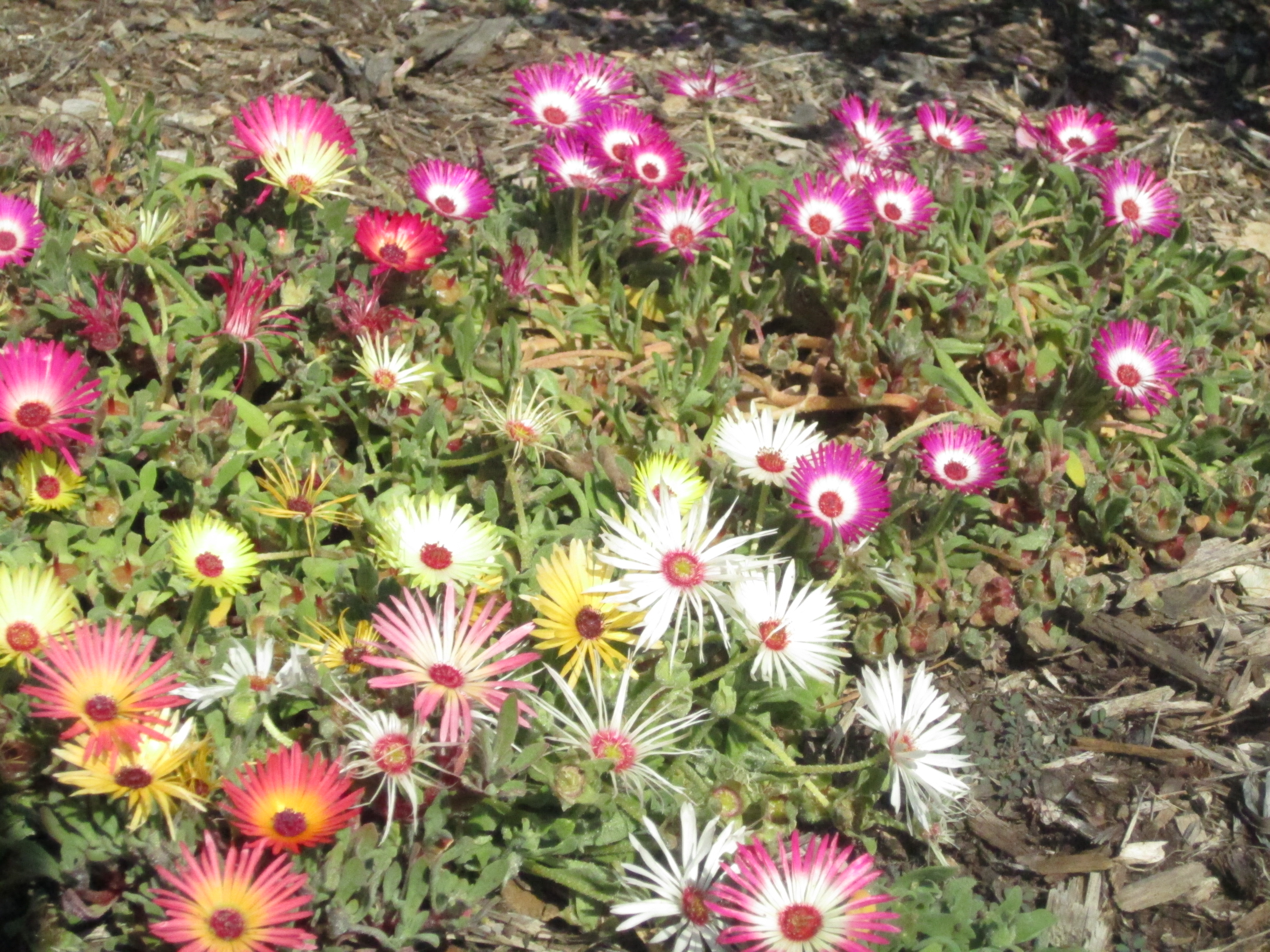
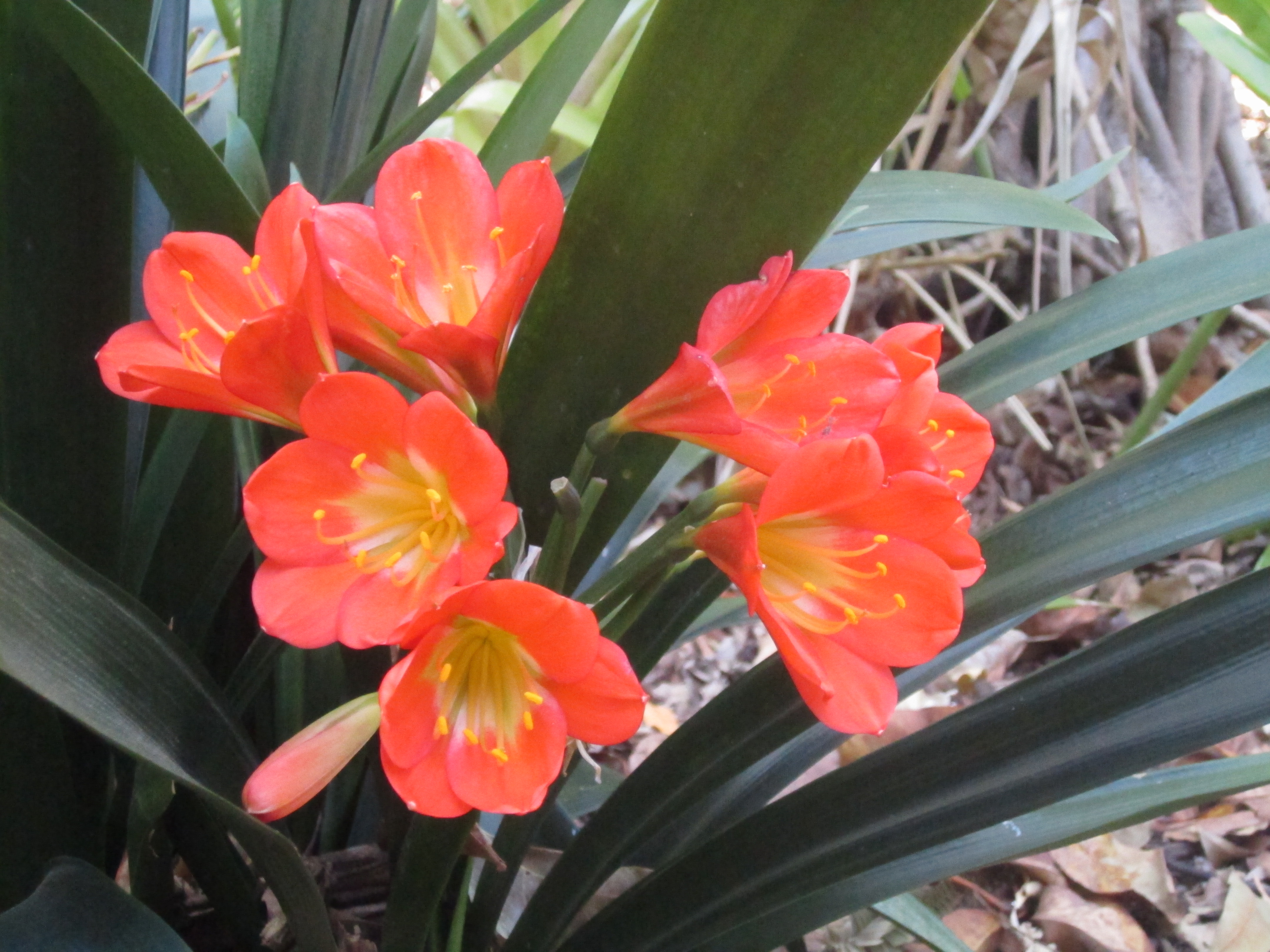
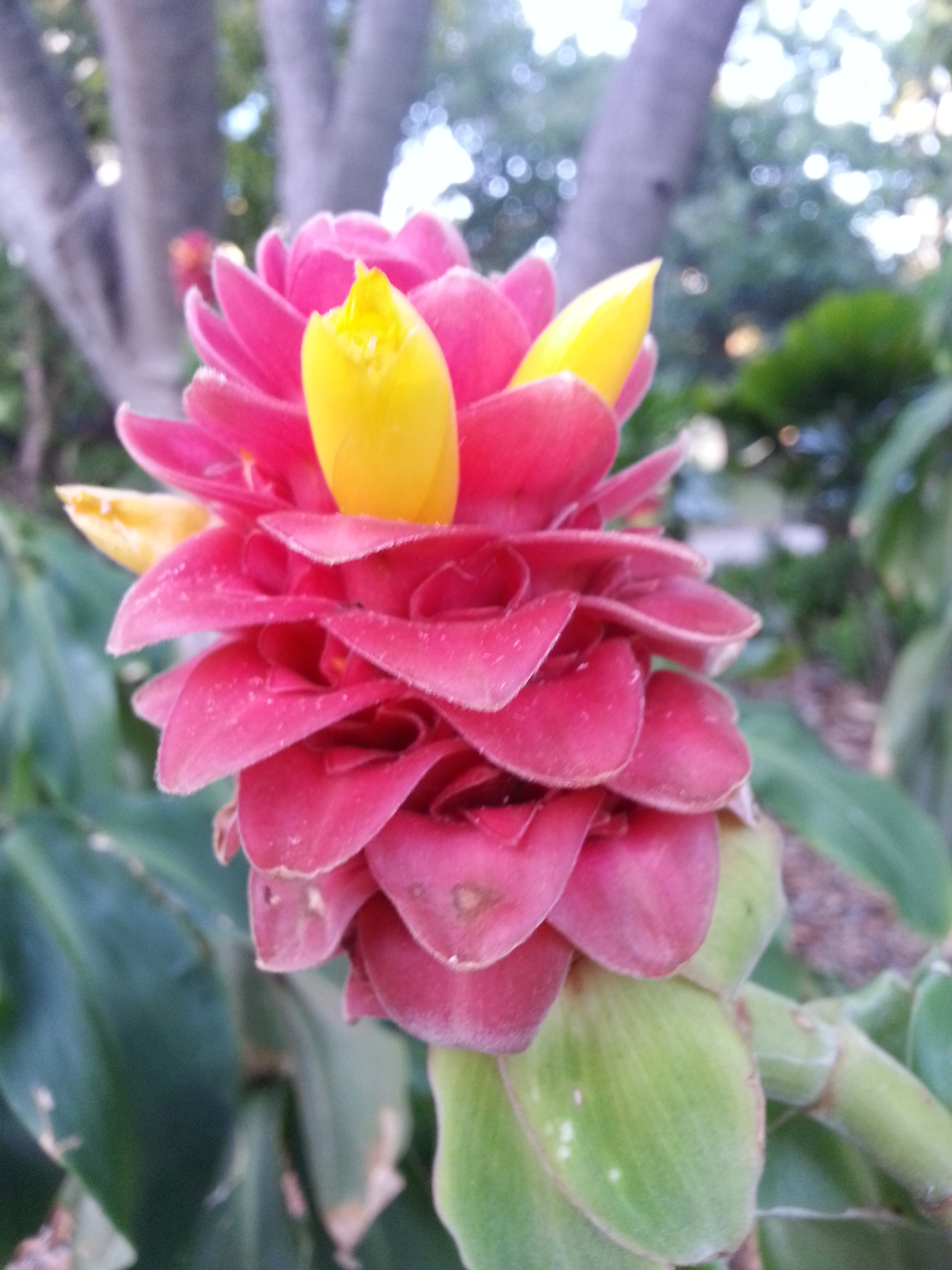
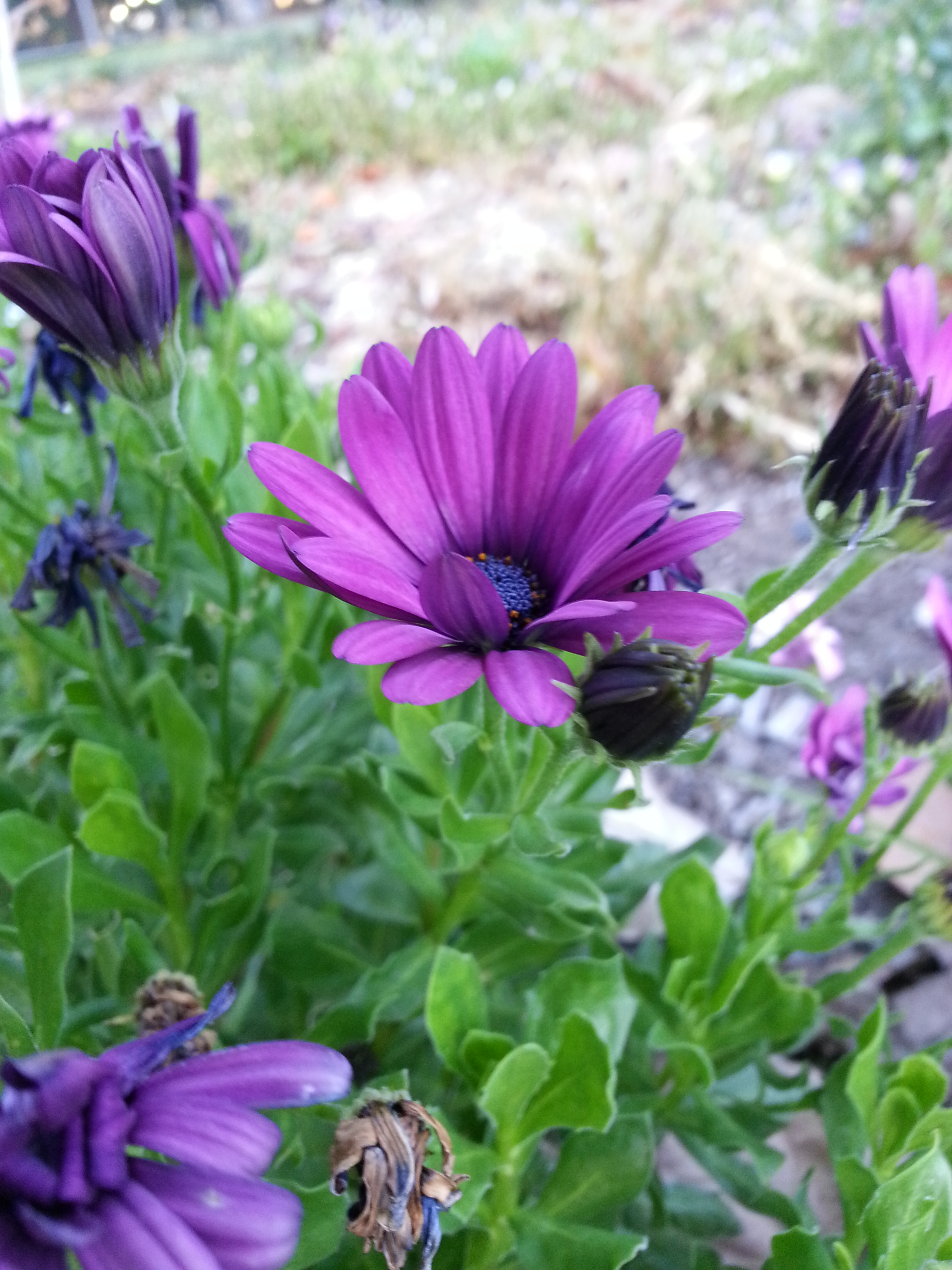